# Virginia (2010)
Virginia, também chamado de What’s Wrong with Virginia, é um filme estadunidense de 2010, do gênero drama, dirigido por Dustin Lance Black e estrelado por Jennifer Connelly, Ed Harris, Emma Roberts, Carrie Preston e Toby Jones.[carece de fontes?]

## Enredo
O filme se passa em uma cidade pequena, onde Virgínia (Jennifer Connelly), uma mulher mentalmente instável, tem um caso de duas décadas com um xerife local casado, Dick Tipton (Ed Harris). O filho de Virgínia, Emmett (Harrison Gilbertson) atua como seu guarda.

## Elenco
- Jennifer Connelly - Virginia
- Emma Roberts - Jessie Tipton
- Ed Harris - xerife Dick Tipton
- Amy Madigan - sra. Tipton
- Toby Jones - Max
- Carrie Preston - Betty
- Harrison Gilbertson - Emmett